# Bulbophyllum menglunense
Bulbophyllum menglunense är en orkidéart som beskrevs av Zhan Huo Tsi och Y.Z.Ma. Bulbophyllum menglunense ingår i släktet Bulbophyllum och familjen orkidéer. Inga underarter finns listade i Catalogue of Life.